# Paradorydium pugionatum
Paradorydium pugionatum är en insektsart som beskrevs av Rauno E. Linnavuori 1979. Paradorydium pugionatum ingår i släktet Paradorydium och familjen dvärgstritar. Inga underarter finns listade i Catalogue of Life.